# Marcelo Salado
Marcelo Salado Lastra (Caibarién, 21 de mayo de 1927 - La Habana, 9 de abril de 1958) fue un combatiente de la lucha clandestina en Cuba contra la dictadura de Fulgencio Batista (1952-1958). Murió asesinado.

## Biografía

### Orígenes y primeros años
Nació en Caibarién, pueblo costero del norte en la provincia  de Villa Clara, Cuba el 21 de mayo de 1927. Su infancia y juventud se desarrolló en una familia humilde, de 5 hermanos. De niño para la pesca submarina se fabricó su propia escopeta de caña brava y una careta de buceo Así comenzó su gusto por la pesca submarina, deporte en el cual llegó a ser campeón nacional en 1956. Sus estudios primarios superiores los realizó en su ciudad natal y se matriculó en el Instituto de Segunda Enseñanza de Remedios. 
Posteriormente realizó el bachillerato, aprobando solo dos años. No obstante no dejó los estudios sino que realizó cursos emergentes para profesor de Educación Física en su provincia, Santiago de Cuba y La Habana, y adquirió los créditos suficientes para obtener el título que entonces expedía el Ministerio de Educación. 
Fue admitido en el colegio "La Progresiva" en el doble rol de maestro y alumno de bachillerato. Ganó por oposición una plaza de maestro en Remedios y terminó el bachillerato. Matriculó, sin abandonar el magisterio, la carrera de Pedagogía en la Universidad Central de Las Villas. A raíz del golpe de Estado del 10 de marzo de 1952 Marcelo afirmó: "Pues, yo me pienso ir para La Habana a hacer la Revolución, porque a Batista lo tumbamos o él nos mata a todos nosotros".

### Lucha revolucionaria
"No te aflijas por mi ni por Pedro que nos sentimos felices, cumpliendo el rol histórico que nos ha tocado vivir" Marcelo Salado.

Desde el golpe del 10 de marzo de 1952, se vinculó al movimiento revolucionario y sus primeras actividades lo llevaron a La Habana donde se incorporó al Movimiento 26 de Julio. En el seno de esa organización, ejecutó importantes tareas. Cayó varias veces preso y fue perseguido, pero no disminuyó su participación en la lucha; al contrario, se ampliaron sus acciones hasta el punto de ocupar la jefatura del movimiento. 
Con esta responsabilidad, proyectó y llevó a la práctica múltiples acciones, dentro de las que se encuentra el secuestro del destacado corredor de Fórmula 1 Juan Manuel Fangio. Fue dirigente y organizador de la huelga general del 9 de abril de 1958, en la capital del país.

### Muerte en combate
El 9 de abril de 1958 se desarrollaba en toda Cuba la huelga general que debía acabar con la dictadura de Fulgencio Batista. Salado repartió armas a sus compañeros y se dirigió hacia el edificio Chibás (25 y G, Vedado), adonde ya estaba ubicado el Estado Mayor. Desde aquí comienzan a llegar noticias sobre el desarrollo de la huelga, muchas de ellas no muy alentadoras. 
Por mala organización hubo grupos acuartelados que nunca recibieron armas. Otros estaban mal armados por lo que fueron masacrados por la policía batistiana. También falló el paro en el sector del transporte urbano porque no fue total y algunas terminales no secundaron la huelga. Salado se encontraba furioso debido a que muchos compatriotas cubanos perdían la vida en esos momentos. 
Oscar Lucero Moya, otro dirigente del movimiento revolucionario, trató de tranquilizarlo pidiéndole tiempo para ver cómo se desarrollaban los acontecimientos. Salado decide ir a ver a los compañeros del Frente Obrero Nacional (FON), acuartelados a solo dos cuadras de allí, para que le explicasen qué había sucedido en el sector del Transporte. Lucero Moya le ordenó a una combatiente, Ramona Barber, acompañarlo.
Mientras ambos transitaban por la esquina, fueron reconocidos por agentes de la policía batistiana. Salado le ordenó a Ramona seguir caminando. Un trabajador del garaje por donde transitaban, la empujó detrás de un automóvil para que otros empleados lograran ocultarla. Los policías ametrallaron y mataron a Salado.
Lucero Moya también murió asesinado por la policía batistiana poco más de un mes después, el 18 de mayo de 1958.

## Legado
El nombre de Marcelo Salado se recuerda en muchas escuelas que llevan su nombre, como la Escuela Nacional de Natación de Cuba, ubicada en la calle 1.ª y 38 Miramar, La Habana. En su honor se celebra todos los años sobre el mes de marzo la Copa Internacional de Natación "Marcelo Salado", más conocida como Copa Marcelo Salado. Muchas otras instituciones llevan su nombre como policlínicos, parques, varias estatuas y monumentos.

## Familia
Estuvo casado con Marta Cuervo, con quien tuvo dos hijos: Erick y Marisel. Tanto la esposa como los hijos emigraron en la década de 1980 y viven actualmente en Estados Unidos.